# Kukshi
Kukshi är en ort i Indien.   Den ligger i distriktet Dhār och delstaten Madhya Pradesh, i den centrala delen av landet, 800 km söder om huvudstaden New Delhi. Kukshi ligger 176 meter över havet och antalet invånare är 26 183.
Terrängen runt Kukshi är platt. Runt Kukshi är det ganska tätbefolkat, med 199 invånare per kvadratkilometer. Kukshi är det största samhället i trakten. Trakten runt Kukshi består till största delen av jordbruksmark.